# Turismo sexual

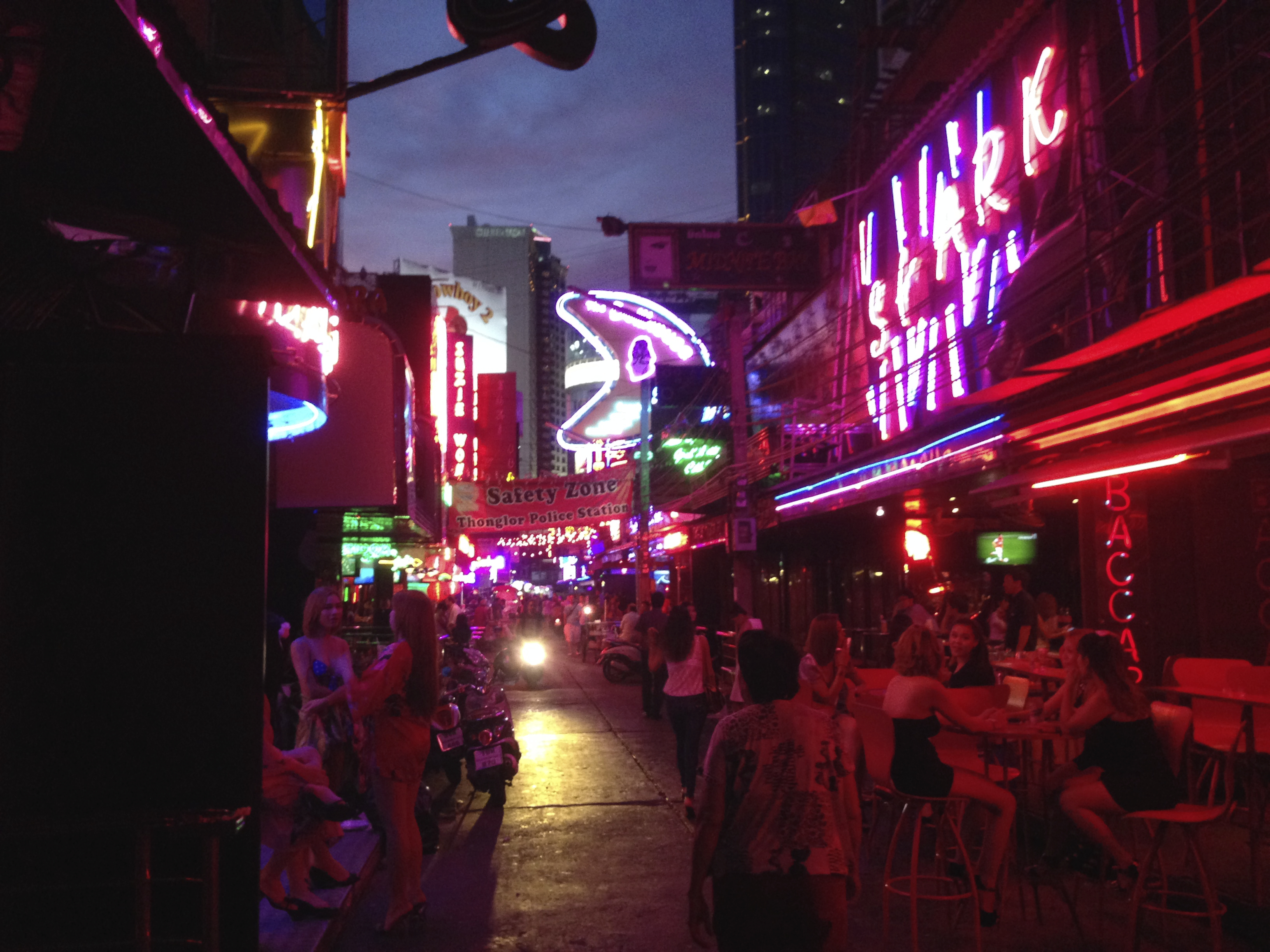
A rua "Soi Cowboy", em Bangkok na Tailândia, é famosa pelo turismo sexual.

A Organização Mundial do Turismo (OMT) (1995) define o turismo sexual como "viagens organizadas dentro do seio do sector turístico ou fora dele, utilizando no entanto as suas estruturas e redes, com a intenção primária de estabelecer contactos sexuais comerciais com os residentes do destino". Ryan (2001) por sua vez, entende que se trata de um tipo de turismo onde "o motivo principal de pelo menos uma parte da viagem é o de se envolver em relações sexuais. Este envolvimento sexual é normalmente de natureza comercial".
O turismo sexual, no geral, tem sido reconhecido como uma das atrações turísticas de vários países do sudeste asiático (Ryan e Hall, 2001: 136) e da América Latina, inclusive no Brasil.
Geralmente, a prostituição doméstica antecede o turismo sexual, ou seja, há, primeiro, uma procura interna à prostituição e, só depois, se verifica a chegada de turistas sexuais (Ryan & Hall, 2001: 139).

## História
Historicamente, as viagens e a prostituição têm sido muitas vezes associadas. De fato, quando olhamos para a história do turismo, podemos verificar que existiam bairros de prostitutas em antigas grandes cidades que recebiam grande quantidade de viajantes por motivos essencialmente religiosos ou comerciais, já há cerca de dois milênios. Exemplos deste fato são as ruínas das cidades de Éfeso (Turquia), Babilônia (Iraque) e Pompeia (Itália) (Staebler, 1996).
Segundo Ryan e Hall (2001: 136), a institucionalização do turismo sexual no sudeste asiático ocorreu nos anos 1960, aproveitando a prostituição associada à existência de bases militares norte-americanas e japonesas à época da Segunda Guerra Mundial. Ainda segundo Ryan e Hall (2001: 141), os militares foram, posteriormente, substituídos pelos turistas estrangeiros, e o turismo sexual transformou-se em fonte de recursos em moeda estrangeira para a população local.
Embora a prostituição seja proibida na maior parte dos países onde o turismo sexual acontece, a legislação existente a este respeito normalmente não é cumprida ou se revela insuficiente. Assim, o turismo sexual "democratizou-se" ao longo das últimas décadas do século XX, constituindo atualmente um fenômeno de massa em alguns países, notadamente na Europa Ocidental, onde  exploração sexual utiliza-se da infraestrutura turística convencional. O mesmo também ocorre em algumas regiões do Brasil, notadamente aquelas menos desenvolvidas.

## Atitudes culturais
As atitudes em relação ao turismo sexual podem variar de país para país. Por exemplo, nos países menos desenvolvidos, as famílias das zonas rurais pobres podem vender os seus filhos a traficantes que os enviam para as grandes cidades para trabalharem na indústria do sexo. Por exemplo, na Tailândia, as mulheres sustentam os seus maridos trabalhando na indústria do sexo. O trabalho sexual, especialmente nos países menos desenvolvidos, é frequentemente visto como uma fonte viável de rendimento para as famílias com baixos rendimentos.
No entanto, em países altamente desenvolvidos como a Austrália, onde o tráfico sexual é ilegal e estritamente controlado, as atitudes em relação ao turismo sexual podem ser diferentes das das pessoas menos abastadas da sociedade. Ainda existem bordéis em estados como a Tasmânia e Nova Gales do Sul, onde as pessoas podem trocar dinheiro por sexo. Investigações recentes mostram que a escravatura sexual ainda existe na Austrália, explorando pessoas vulneráveis e famílias de meios mais pobres.

## Estâncias só para adultos
Nos últimos anos, as estâncias de sexo só para adultos tornaram-se uma alternativa popular para os viajantes que procuram ter sexo consensual no estrangeiro, evitando as questões éticas associadas à atividade sexual paga. Estas estâncias podem ser caracterizadas como locais seguros, orientados para o consentimento e positivos do ponto de vista sexual, onde todas as expressões de género, orientação e relações estão livres de qualquer tipo de pressão. Estas estâncias encontram-se principalmente no México e nas Caraíbas. Alguns estabelecimentos serão estâncias de férias sem roupa, onde os viajantes podem encontrar-se e utilizar "salas de jogos".